# فطريات الجذور الخارجية

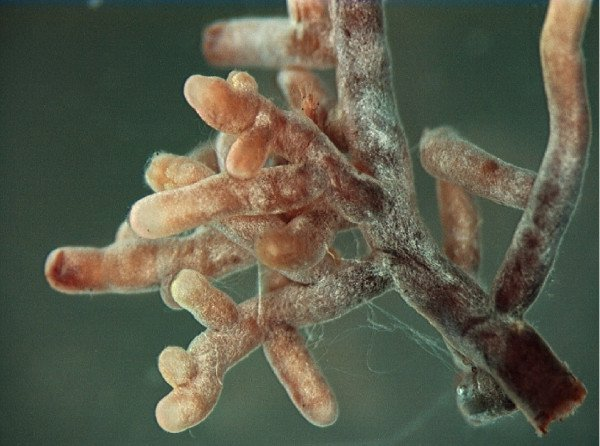
أطراف جذور تُظهر علاقة تكافلية وتآزرية جذرية خارجية (مايكوريزا خارجية)، ويُلاحظ تغليف الجذر بخيوط الفطر (المييسيليوم) التابعة لجنس Amanita دون اختراق الخلايا، وهي سمة مميزة لهذا النمط من التكافل.

فطريات الجذور الخارجية (Ectomycorrhiza) هي شكل متقدم من العلاقات التكافلية التي تنشأ بين جذور نباتات وعائية – وغالبًا ما تكون نباتات خشبية – وأنواع متخصصة من الفطريات. وتتسم هذه العلاقة بتكوين الفطر غلافًا خارجيًا كثيفًا يحيط بالجذر يُعرف بـ"الغمد الفطري" أو mantle، فضلًا عن شبكة خيطية دقيقة تتغلغل بين خلايا الجذر دون أن تنفذ إليها، تُعرف باسم شبكة هارتج (Hartig Net)، ما يجعل منها علاقة تغايرية غير نافذة، تختلف جذريًا عن غيرها من أنواع المايكوريزا النافذة.
تتوزع هذه الشراكة التكافلية في نحو 2–10% من النباتات الوعائية، وتكاد تقتصر على النباتات الخشبية التي تنتمي إلى فصائل مثل الزان (Fagaceae)، الصنوبر (Pinaceae)، الصفصاف (Salicaceae)، البتولا (Betulaceae)، الآسية (Myrtaceae)، والوردية (Rosaceae). أما الشريك الفطري فينتمي في الغالب إلى شعبتي Basidiomycota وAscomycota، ونادرًا ما يظهر في شعبة Zygomycota.

## البنية والتكوين
يُعد الغمد الفطري سمة مميزة للفطريات الجذرية الخارجية، حيث يشكّل طبقة كثيفة من الخيوط الفطرية (الهيفات) قد تتجاوز سماكتها 40 ميكرومترًا، تلتف حول الجذر من الخارج. ومن هذه الطبقة تنبثق خيوط فطرية ممتدة تصل إلى عدة سنتيمترات داخل التربة، لتُنشئ شبكة مترامية تُعرف باسم الخيوط الخارجية (extraradical hyphae)، تلعب دورًا محوريًا في امتصاص الماء والمعادن، وتوسيع النطاق الفعال للجذر في البيئة المحيطة.

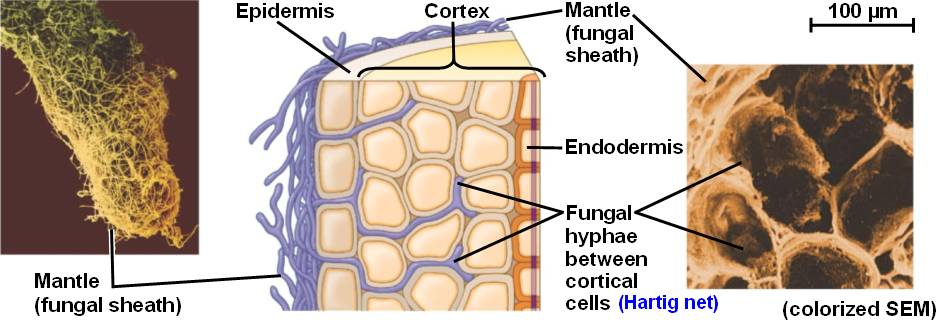
مخطط تشريحي يُظهر مكونات الفطريات الجذرية الخارجية: الغلاف الفطري (*mantle*)، شبكة هارتج، والخيوط الخارجية الممتدة في التربة.

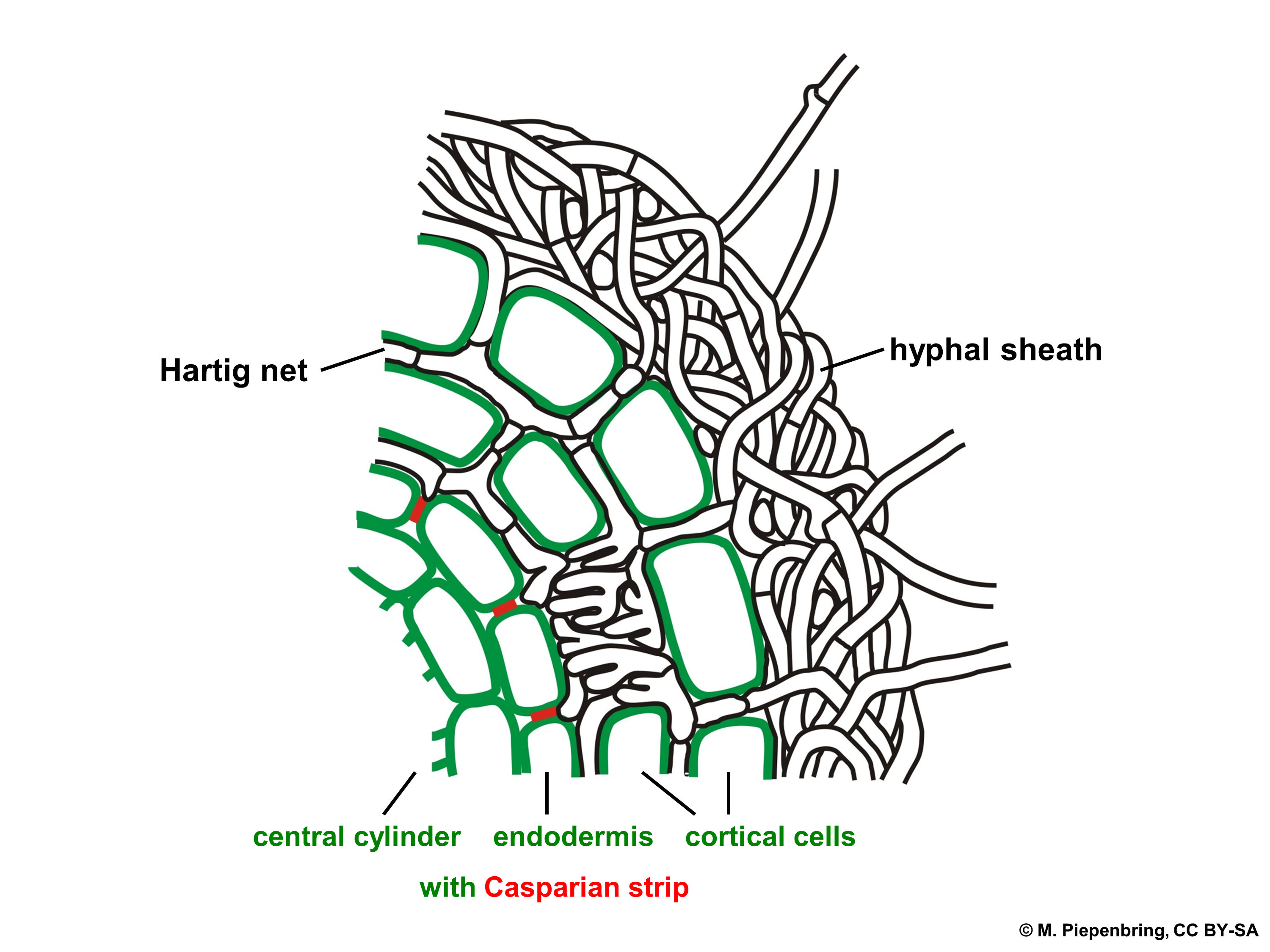
مقطع مجهري يُبرز شبكة هارتج، حيث تمتد الهيفات داخل خلايا قشرة الجذر دون اختراقها.

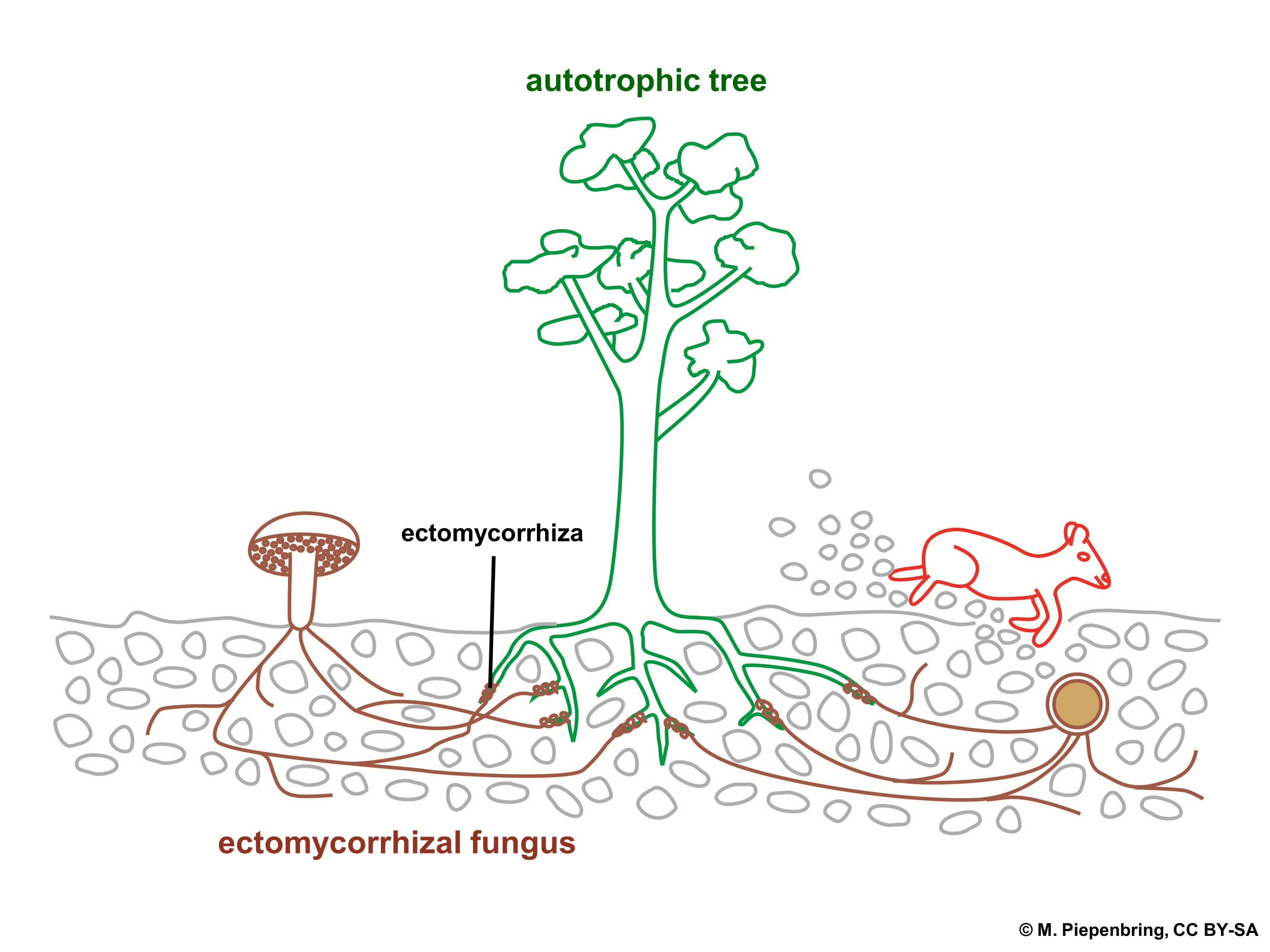
فطر جذر خارجي من جنس Pisolithus, يُظهر الغلاف الفطري والخيوط الخارجية على جذور الصنوبر.

أما شبكة هارتج، فتكوّن واجهة نشطة لتبادل المواد الغذائية بين الشريكين، إذ تتغلغل هذه الخيوط في المسافات البينية لخلايا البشرة والقشرة دون اختراق الجدران الخلوية، مما يُتيح انتقال العناصر من الفطر إلى النبات – لا سيما النيتروجين والفوسفور – مقابل نقل السكريات من النبات إلى الفطر.

## الأهمية البيئية والاقتصادية
تضطلع الفطريات الجذرية الخارجية بدور بيئي بالغ الأهمية، فهي تُحسّن كفاءة الامتصاص في بيئات التربة الفقيرة، وتُعزز مقاومة النبات للضغوط البيئية كالجفاف، والتلوث المعدني، وارتفاع الملوحة. كما أن لها دورًا جوهريًا في تدوير المغذيات، وتحلل المواد العضوية، ودعم البنية الحيوية للتربة، ما يجعلها محورية في استراتيجيات إدارة الغابات، وإعادة تأهيل الأراضي المتدهورة.
اقتصاديًا، تشمل بعض الفطريات الجذرية الخارجية أنواعًا ثمريّة ذات أهمية تجارية مثل الكمأة (Tuber spp.)، إلى جانب أنواع أخرى شديدة السمية كـأمانيتا التي تشمل فطر "القبعة القاتلة" و"ملاك الهلاك".

## التوزيع والتنوع
أظهرت الدراسات الحديثة أن الفطريات الجذرية الخارجية (ectomycorrhizal fungi) تمتد إلى أعماق كبيرة داخل جذور الأشجار، حيث تم تسجيل وجودها في أعماق تتجاوز أربعة أمتار تحت سطح التربة. هذا الانتشار العمودي الكبير يعكس قدرتها الفائقة على التكيف مع ظروف التربة العميقة، التي غالبًا ما تكون فقيرة في المغذيات وذات بيئات أكسجين منخفضة.
علاوة على ذلك، تشير الأدلة الجزيئية والوراثية إلى أن العلاقة التكافلية بين الفطريات الجذرية الخارجية والنباتات تطورت بشكل مستقل ومتكرر عبر خطوط تطورية مختلفة، مما يدل على نمط تطوري متقارب (convergent evolution) أتاح لهذه العلاقة التكافلية أن تنشأ في فصائل نباتية وفطرية متنوعة.
تُسهم هذه العلاقات المتعددة والمتنوعة في تعزيز التنوع البيولوجي للفطريات الجذرية الخارجية، وتوسيع نطاقها البيئي لتشمل بيئات متنوعة من الغابات المعتدلة إلى المناطق القطبية والتربة الفقيرة.
كما أن هذا التنوع والتوزع يلعب دورًا حيويًا في التوازن البيئي للنظم الإيكولوجية الأرضية من خلال تحسين كفاءة امتصاص المغذيات ودعم دورة المواد العضوية في التربة.

## الوظائف البيئية والفسيولوجية

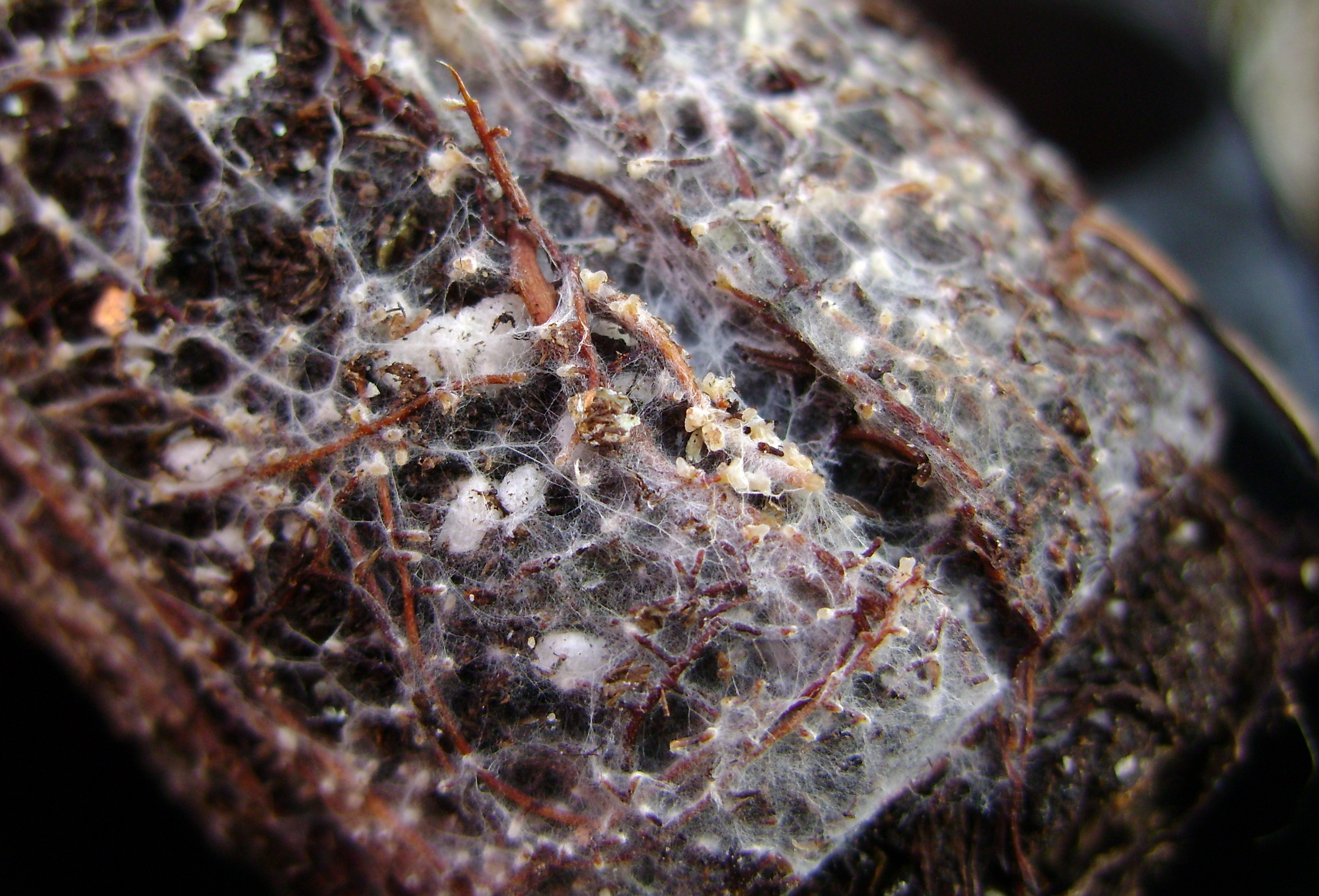
الهيفات الفطرية الخارجية (بيضاء) تحيط بجذور شجرة Picea glauca (بنية اللون)، وتُعدّ سمة رئيسية للفطريات الجذرية الخارجية

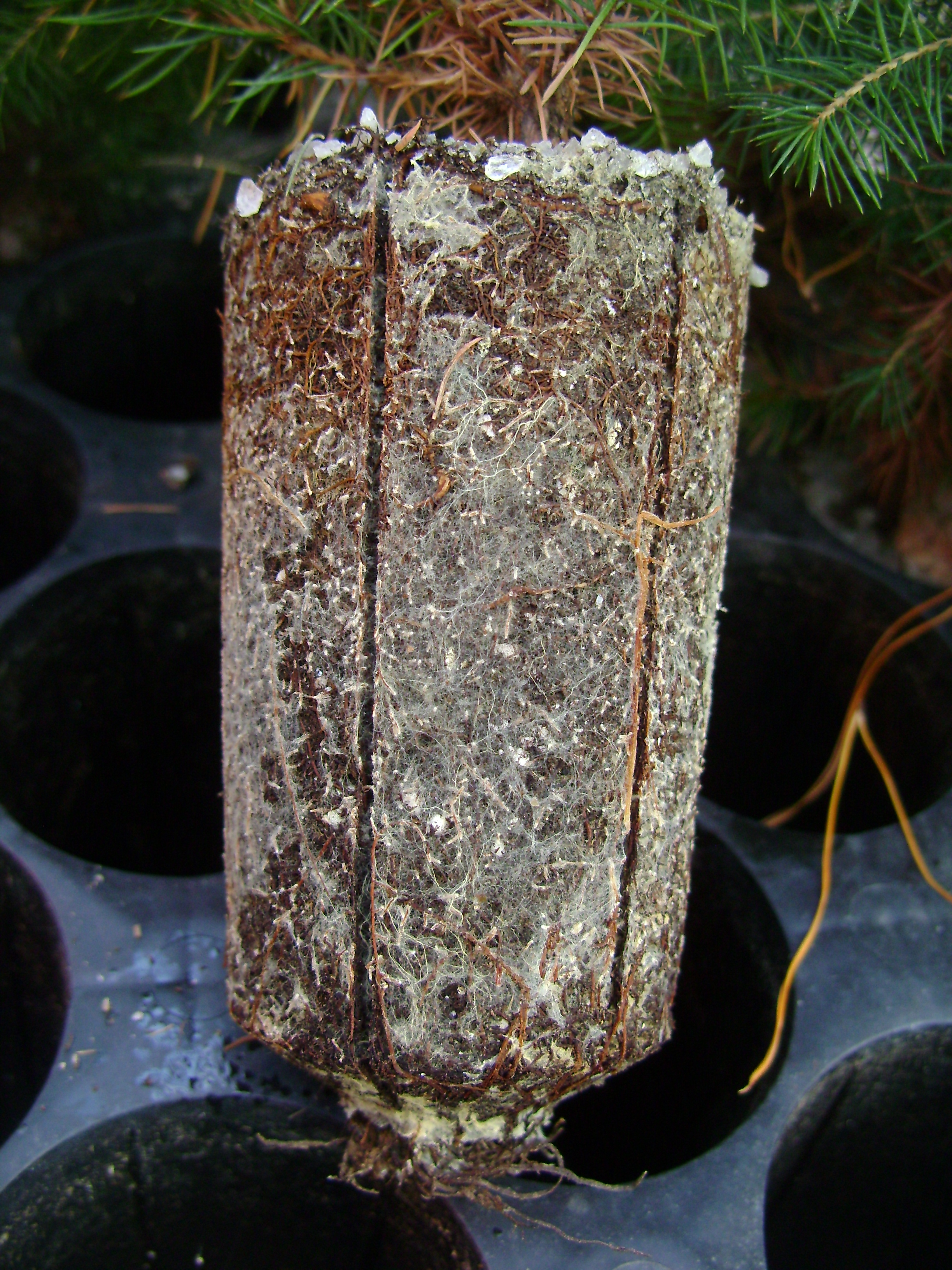
جذور نباتية مغطاة بغلاف فطري كثيف يشكّل علاقة فطرية جذرية خارجية (Ectomycorrhiza)، حيث يتكوّن الغلاف الخارجي والخيوط الشعاعية حول الجذور الطرفية.

تلعب الفطريات الجذرية الخارجية دورًا بيئيًا ووظيفيًا بالغ الأهمية في النظم البيئية الأرضية، ولا يقتصر هذا الدور على تحسين تغذية النبات فحسب، بل يشمل كذلك تنظيم التفاعلات الجذرية الدقيقة وتيسير تكيّف النبات مع الظروف البيئية المتغيرة.

### امتصاص المغذيات والماء
تُعدّ إحدى الوظائف الأساسية للفطريات الجذرية الخارجية هي تعزيز كفاءة امتصاص العناصر الغذائية، لا سيما الفوسفور والنيتروجين وبعض العناصر النادرة مثل الزنك والنحاس. ويُعزى ذلك إلى الشبكة الخيطية الكثيفة التي تُشكّلها خارج الجذر (الخيوط الفطرية الخارجية)، والتي تزيد من مساحة الامتصاص مقارنةً بالجذر العاري، وتُوسّع نطاق الوصول إلى مناطق من التربة يتعذر على الجذر وحده بلوغها. كما تعمل هذه الخيوط على تحسين امتصاص الماء، خاصة في البيئات الجافة أو ذات البنية التحتية الصعبة، مما يعزز مقاومة النبات للجفاف.

### التبادل الغذائي والتكافل الحيوي
تُؤسس الفطريات الجذرية الخارجية واجهة تفاعل نشطة تُعرف باسم شبكة هارتج (Hartig net)، وهي شبكة خيطية تتوغل بين خلايا البشرة والقشرة في الجذر دون اختراق الجدران الخلوية. وتُشكّل هذه الواجهة منطقة تبادل غذائي فعّالة، حيث يُزوِّد النبات الفطر بالكربوهيدرات الناتجة عن عملية التمثيل الضوئي، في حين يُقدّم الفطر للنبات المعادن والماء. هذه العلاقة التكافلية متوازنة، وتُعدّ من أقدم صور التعاون البيولوجي بين مملكة الفطريات والنباتات.

### تعزيز مقاومة الإجهاد البيئي
أظهرت دراسات متعددة أن النباتات المرتبطة بالفطريات الجذرية الخارجية تكون أكثر مقاومة للإجهادات البيئية مثل الجفاف، التلوث المعدني، ملوحة التربة، ونقص الأوكسجين. كما أن الفطريات تعمل كعازل حيوي يحمي الجذر من بعض مسببات الأمراض، وقد تفرز مركبات مضادة للميكروبات أو تشجّع على نمو مجتمع ميكروبي نافِع حول الجذور.

### دورها في التربة والمجتمع الحيوي
إضافة إلى دورها المباشر في تغذية النبات، تسهم الفطريات الجذرية الخارجية في تحلّل المواد العضوية وإطلاق العناصر المعدنية منها، مما يُسهم في خصوبة التربة ودورة العناصر الكبرى. كما تؤثر على بنية التربة عبر إفراز بوليمرات عضوية مثل الجلوكانات والميلانين، والتي تعمل على ربط الجزيئات الدقيقة وتحسين التهوية والاحتفاظ بالرطوبة. وفي النطاق الأوسع، تشارك هذه الفطريات في تنظيم التنوع النباتي من خلال التأثير على أنماط التنافس بين النباتات المضيفة، وقد تُفضِّل أنواعًا معينة في الظروف البيئية المختلفة.

## أمثلة وأجناس معروفة

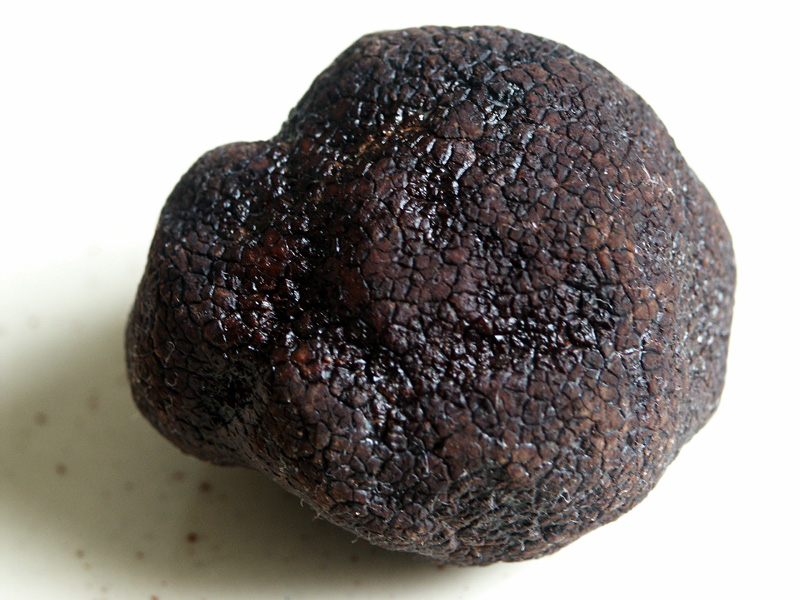
الكمأة السوداء من بيريغور (Tuber melanosporum), جسم ثمري لفطر جذري خارجي (Ectomycorrhizal fungus)، يتكافل مع جذور أشجار مثل البلوط، ويُعد من أندر الفطريات الصالحة للأكل وأكثرها قيمة تجارية.

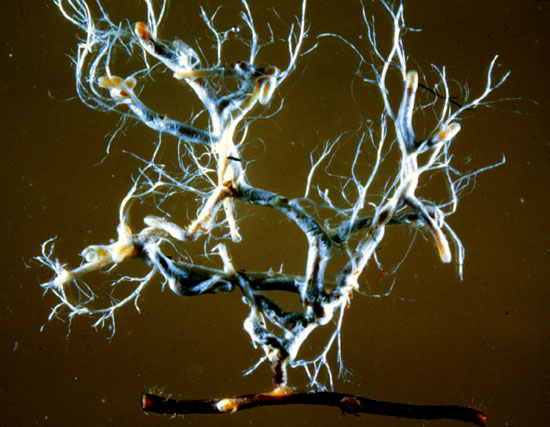
فطريات جذرية خارجية ترتبط بجذور شجرة Pseudotsuga menziesii (تنوب دوغلاس)، وتنتمي الفطريات إلى أنواع من جنس Cortinarius.

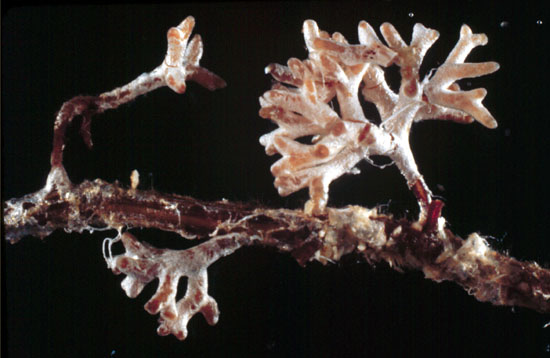
علاقة فطرية جذرية خارجية بين فطر Amanita muscaria وجذور شجرة Pinus radiata (الصنوبر الراديي).

تضم الفطريات الجذرية الخارجية عددًا كبيرًا من الأجناس والأنواع المنتشرة في النظم البيئية الأرضية، وقد تم تحديد أكثر من 20 ألف نوع فطري قادر على تشكيل علاقات تكافلية خارجية مع النباتات، خاصة مع الأنواع الخشبية في الغابات المعتدلة والبورية.
وتنتمي هذه الفطريات غالبًا إلى شُعبتي الدعاميات (Basidiomycota) والزقيّات (Ascomycota)، مع حالات قليلة من شعبة الفطريات اللاقحية (Zygomycota). وتتنوع أجناسها لتشمل أنماطًا مختلفة من التعايش، وبعضها يُنتج أجسامًا ثمرية بارزة تُشاهد فوق سطح التربة في مواسم معينة.
من أشهر هذه الأجناس:
- أمانيتا (Amanita) –* يشمل أنواعًا متعددة تُشكّل فطريات جذرية خارجية مع الأشجار، وتُعد من الأجناس المهمة بيئيًا، لكن بعضها مثل **فطر قبعة الموت (Amanita phalloides)** و**ملاك التدمير (Amanita virosa)** يُصنف ضمن أكثر الفطريات سُميّة في العالم.[2]

- توبِر (Tuber) –* جنس شهير يضم أنواع الفقع (الكمأ) ومنها **توبِر ميلانوسبوروم (Tuber melanosporum)** المعروف بالكمأ الأسود الفرنسي، وهو من الفطريات الصالحة للأكل، ويُشكّل علاقات تكافلية مع جذور أشجار البلوط والبندق، وله قيمة اقتصادية عالية في الزراعة والغذاء.[7]

- بوليبوروس (Boletus) –* جنس واسع يضم أنواعًا صالحة للأكل مثل **Boletus edulis** (البوليت الملكي)، وتُشكّل هذه الأنواع تكافلًا مع الأشجار الصنوبرية والبلوطية، وهي من أكثر الفطريات شيوعًا في غابات نصف الكرة الشمالي.[8]

- لاكَّاريا (Laccaria) –* فطريات صغيرة الحجم نسبيًا، واسعة الانتشار، تتكافل مع أنواع متعددة من النباتات، وتُستخدم أحيانًا في البحوث بسبب سهولة تربيتها ومراقبة مراحل تطورها.[1]

- روسولا (Russula) وإنتولُما (Entoloma) –* أجناس أخرى متعددة الأنواع، تسهم في التنوع الفطري وتُشكّل علاقات جذرية خارجية مهمة في الغابات الأوروبية والأمريكية.[9]

وتُظهر هذه الأجناس تباينًا كبيرًا في بنيتها، وسلوكها، واختصاصها النباتي (host specificity)، ما يعكس تنوعًا تطوريًا واسع النطاق داخل هذا النمط الفطري التكافلي.

## البنية التشريحية والخصائص المجهرية

مشاهدة علمية لثقافات فطرية جذرية (Mycorrhiza cultures) في بيئة مخبرية، تُستخدم لفحص نمو الغلاف الفطري والخيوط الخارجية قبل زرعها على الجذور.

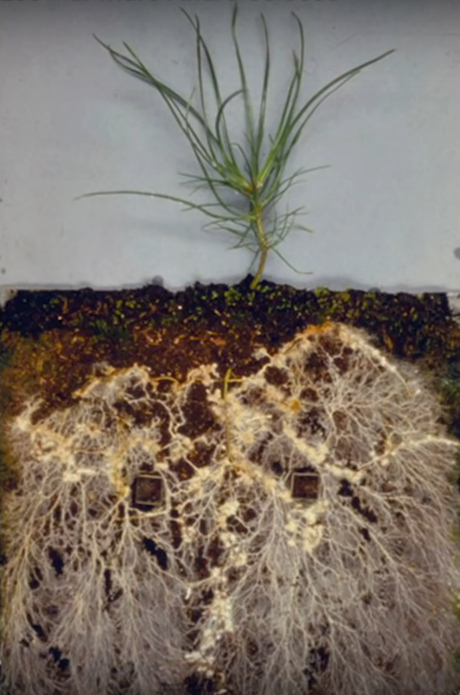
فطريات جذرية خارجية (Ectomycorrhizae) على شجرة صنوبر صغيرة (Pinus), تُظهر الغلاف الفطري والخيوط الخارجية البسيطة في مراحل النمو الأولى.

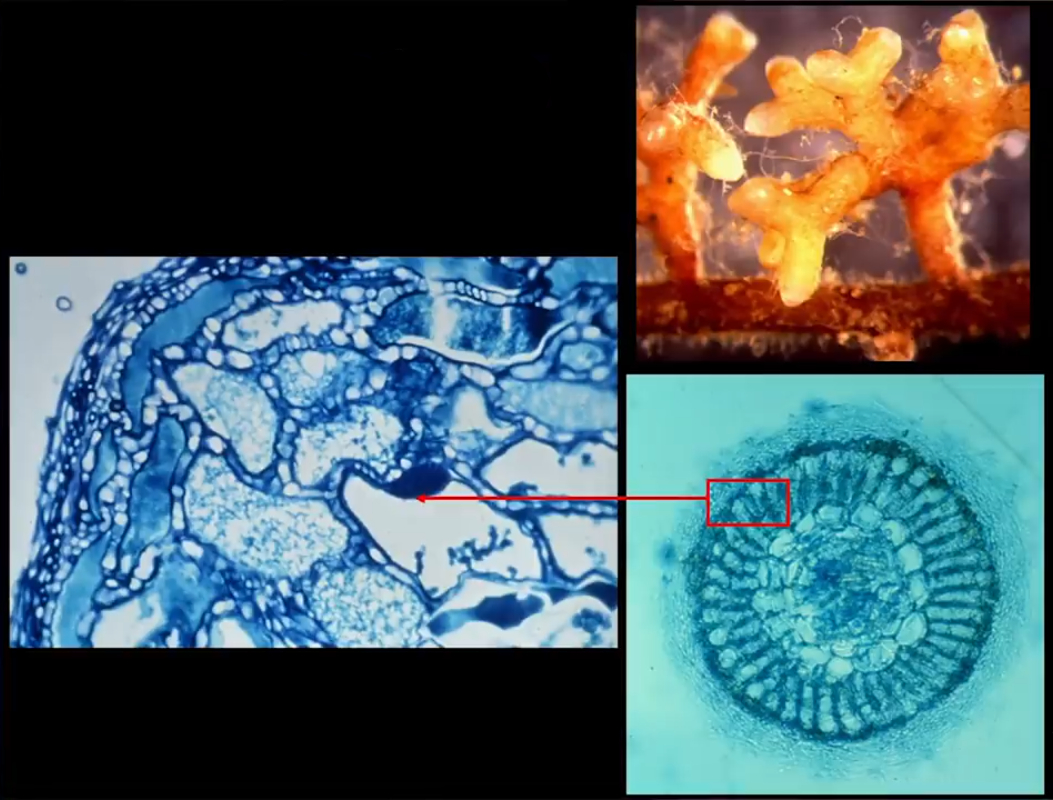
مقطع مجهري مكبر يُظهر بنية الفطريات الجذرية الخارجية (Ectomycorrhizae) لفطر Lactarius deliciosus المتكافل مع جذور شجرة الصنوبر (Pinus). توضح الصورة الغلاف الفطري المحيط بالجذر، وخيوط الفطر التي تمتد داخله، مما يعكس طبيعة العلاقة التكافلية التي تعزز امتصاص الماء والمغذيات.. مأخوذ من فيديو علمي لـ Marc-André Selosse.

تتميّز الفطريات الجذرية الخارجية ببنية تشريحية فريدة تسهم في إقامة علاقة تكافلية فعالة مع النباتات، وتختلف عن غيرها من أنماط المايكورايزا بعدة مميزات رئيسية.
1. الغلاف الفطري (Mantle):
يشكّل الغلاف طبقة كثيفة من الخيوط الفطرية (الهيفات) تحيط بجذور النباتات المضيفة، ويتراوح سمكه عادة بين 10 إلى 40 ميكرومترًا. هذا الغلاف يعمل كحاجز بين الجذر والتربة، ويساعد في حماية الجذر من العوامل البيئية الضارة، كما يُسهم في تنظيم تبادل المواد بين النبات والبيئة المحيطة.
2. شبكة هارتج (Hartig net):
تمتد خيوط الفطر بين خلايا البشرة والقشرة الخارجية للجذر دون اختراق جدران الخلايا، مكوّنةً شبكة تُعرف باسم شبكة هارتج، والتي تُعد موقع التبادل الغذائي الحيوي بين الفطر والنبات. هذه البنية تسمح بمرور الكربوهيدرات من النبات إلى الفطر، ونقل الماء والعناصر المعدنية من الفطر إلى النبات.
3. الخيوط الخارجية (Extramatrical hyphae):
تمتد شبكة هيفات الفطر خارج الجذر إلى التربة المحيطة، لتشكّل شبكة واسعة تزيد من مساحة الامتصاص للماء والمغذيات، مما يعزز قدرة النبات على البقاء في ظروف بيئية قاسية مثل الجفاف أو نقص العناصر.
4. الأجسام الثمرية (Fruiting bodies):
تنتج الفطريات الجذرية الخارجية أجسامًا ثمرية بارزة فوق سطح التربة أو تحتها، وتتنوع في الشكل والحجم حسب النوع، مثل الكمأ (Tuber) والفطر ذو القبعة (Amanita). تلعب هذه الأجسام دورًا هامًا في التكاثر الجنسي وانتشار الأبواغ.
5. الخصائص الكيميائية والبيئية::
تُفرز هذه الفطريات مركبات كيميائية مثل الأحماض العضوية والإنزيمات التي تساعد في تحلّل المواد العضوية في التربة، مما يسهم في تحرير العناصر المغذية وتعديل البيئة الكيميائية حول الجذر.
6. الاختصاصية النباتية (Host specificity):
تختلف الفطريات الجذرية الخارجية في مدى تخصصها في اختيار النبات المضيف؛ فبعض الأنواع تتكوّن معها علاقات ضيقة ومحددة، بينما أخرى أكثر عمومية وتتعايش مع مجموعة واسعة من النباتات. هذا التخصص يؤثر في توزيع الفطريات والأنظمة البيئية التي تستوطنها.

## التطور والتنوع الوراثي
تُظهر الفطريات الجذرية الخارجية (Ectomycorrhizal fungi) تنوعًا وراثيًا واسعًا، حيث تنتمي في الغالب إلى شُعبتي الدعاميات (Basidiomycota) والزقيّات (Ascomycota)، مع وجود عدد محدود من الأنواع في الفطريات اللاقحية (Zygomycota). ويُعتقد أن هذا النمط التكافلي تطور بشكل مستقل عدة مرات خلال تاريخ الفطريات، مما يشير إلى قدرتها على التكيف مع بيئات ومضيفات مختلفة.
أظهرت الدراسات الجزيئية أن الفطريات الجذرية الخارجية تمثل مجموعة متعددة الأنساب (polyphyletic)، مما يعني أن القدرة على تشكيل علاقات تكافلية مع جذور النباتات نشأت بشكل مستقل في عدة فروع فطرية مختلفة.
وقد ارتبط تطور الفطريات الجذرية الخارجية ارتباطًا وثيقًا مع ظهور النباتات الخشبية الحديثة، خاصةً تلك التي تنتمي إلى مجموعات الصنوبرية والبلوطية، حيث وفرت هذه النباتات بيئة مناسبة لتطور التكافل من خلال جذورها المتعمقة والأنسجة النباتية المعقدة.
التنوع الجيني داخل الفطريات الجذرية الخارجية يُمكّنها من الاستجابة لمجموعة واسعة من الظروف البيئية، ويوفر لها القدرة على التكيف مع تغييرات التربة، المناخ، والنباتات المضيفة، مما يعزز استقرار النظم البيئية التي تشارك فيها.

## المقارنة مع الأنماط التكافلية الأخرى
تُعد الفطريات الجذرية الخارجية (Ectomycorrhizal fungi) واحدة من عدة أنماط تكافلية تُقيمها الفطريات مع جذور النباتات، إلى جانب المايكورايزا الحجاجية (Arbuscular mycorrhiza)، والمايكورايزا الإريكويدية (Ericoid) والأوركيدية (Orchid mycorrhiza). وتتميّز هذه الأنماط باختلافات واضحة في البنية، وآلية التكافل، والنباتات المضيفة.
1. البنية والتوضع داخل الجذر:
في الفطريات الجذرية الخارجية، تقتصر العلاقة على الفضاءات بين الخلوية دون اختراق جدران خلايا النبات، حيث تشكّل شبكة هارتج (Hartig net). في المقابل، تخترق الفطريات الحجاجية خلايا القشرة النباتية لتكوّن بنيات داخلية شُجيرية تُعرف بالحُجيجات (arbuscules)، مما يجعل التبادل الغذائي يحدث داخل الخلايا نفسها.
2. النباتات المضيفة:
ترتبط الفطريات الجذرية الخارجية بشكل رئيسي مع النباتات الخشبية، خاصة الأشجار في الغابات المعتدلة والبورية مثل الصنوبريات والبلوط. أما الفطريات الحجاجية فترتبط بمعظم النباتات الزهرية العشبية، وتشمل غالبية النباتات الاقتصادية والزراعية.
3. التنوع الفطري:
تتكوّن الفطريات الجذرية الخارجية غالبًا من أنواع تنتمي إلى شُعبتي الدعاميات (Basidiomycota) والزقيات (Ascomycota)، في حين أن الفطريات الحجاجية تنتمي في معظمها إلى شعبة واحدة هي Glomeromycota.
4. أهمية الغلاف الفطري:
في الفطريات الجذرية الخارجية، يُشكّل الغلاف الخارجي الكثيف (mantle) ميزة بنيوية ووظيفية أساسية، وهو غائب تمامًا في الفطريات الحجاجية والإريكويدية.
5. العلاقة بالبيئة:
تُسهم الفطريات الجذرية الخارجية بدور رئيسي في تثبيت الكربون وتدوير المغذيات في النظم البيئية للغابات، بينما تلعب المايكورايزا الحجاجية دورًا محوريًا في الزراعة والنظم البيئية العشبية.
تساعد هذه الفروق على فهم التنوع في استراتيجيات التكافل الفطري، وتُبرز أهمية كل نمط في بيئته الطبيعية أو الزراعية.

## أنظر أيضاً
- علم الأحياء الدقيقة البيئي
- شبكة هارتج
- علم دراسة التربة
- دورة النيتروجين
- كمئيات
- جذر
- فطر

## وصلات خارجية
- Ectomycorrhizas – Mycorrhizal Associations – موقع شامل بقلم Mark Brundrett يشرح بنية وتطور ECM.
- Soil Ecology Wiki – Ectomycorrhizal Fungi – مدخل أكاديمي متعمق عن الفطريات الجذرية الخارجية.
- ScienceDirect Topics – Ectomycorrhiza – مرجع علمي موثوق يمنح نظرة سريعة ومُدقّقة.
- British Columbia Ectomycorrhizal Research Network (BCERN) – قاعدة بيانات متخصصة توفّر أوصافًا وظيفية للأنواع.
- UNITE – قاعدة بيانات موثقة للتعرف الجزيئي على الفطريات الجذرية الخارجية.